# Porina atrocoerulea
Porina atrocoerulea är en lavart som beskrevs av Müll. Arg. Porina atrocoerulea ingår i släktet Porina och familjen Porinaceae.   Inga underarter finns listade i Catalogue of Life.